# آرامگاه پیر خضر
بقعه پیر خضر مربوط به اواخر دوره صفوی است و در شهرستان بیجار، روستای قاضی قوشچی واقع شده و این اثر در تاریخ ۷ مهر ۱۳۸۱ با شمارهٔ ثبت ۶۴۱۲ به‌عنوان یکی از آثار ملی ایران به ثبت رسیده است.
این شخص با پیر خضر شاهو فرق دارد و چنین مشهور است که سیّد خضر با برادرش سیّد احمد با ینچوبی در زمان صفویّه به منطقة گروس و کردستان مهاجرت نموده‌اند و زیارتگاهی او به جا مانده از اواخر صفویه است.